# Bernard Herrmann
Bernard Herrmann, rodným jménem Max Herman (29. června 1911, New York – 24. prosince 1975, Hollywood) byl americký hudební skladatel židovského původu, který proslul především jako autor filmové a rozhlasové hudby.
Roku 1941 získal Oscara za hudbu k filmu The Devil and Daniel Webster. Známější je ale jeho hudba k Hitchcockovým filmům Psycho (1960), Vertigo (1958), Muž, který věděl příliš mnoho (1956), Na sever severozápadní linkou (1959), k Wellesově Občanu Kaneovi (1941) či k 451 stupňům Fahrenheita (1966) režiséra François Truffauta. Spolupracoval též na zvuku Hitchcockova hororu Ptáci (1963), který ovšem klasický hudební podkres neobsahuje, Herrmann a Hitchcock se dohodli na pouhém elektronickém zpracování ptačích skřeků. Herrmann byl průkopníkem elektronické hudby ve filmu, již roku 1951 použil theremin ve sci-fi snímku Den, kdy se zastavila Země (nominace na Zlatý globus). Hudba k Psychu a Vertigu byla roku 2005 Americkým filmovým institutem zařazena mezi 25 nejlepších filmových hudebních doprovodů v historii (Psycho na 4. místě, Vertigo na dvanáctém). Na Oscara byla nominována hudba k Občanu Kaneovi (1941), k Anna and the King of Siam (1946), k Obsession (1976) a k Taxikáři (1976). Hudba k Taxikáři (režie Martin Scorsese) získala i cenu BAFTA a byla nominována na Grammy. Jeho hudbu k filmu Twisted Nerve z roku 1968 použil Quentin Tarantino jako hlavní a otvírací hudební motiv filmu Kill Bill.